# Asedio de Alkmaar
El asedio de Alkmaar tuvo lugar entre el 21 de agosto y el 8 de octubre de 1573, fue efectuado por tropas españolas al mando de Don Fadrique  y finalizó con la retirada de éstas al no poder mantener el asedio. Alkmaar fue la primera ciudad controlada por los rebeldes holandeses durante la guerra de los Ochenta Años en resistir el asedio de las tropas de la Corona española. El 8 de octubre todavía es celebrado cada año en la ciudad. Un refrán neerlandés en relación con el asedio dice que «la victoria empieza en Alkmaar».
Tras haber asegurado el sur de los Países Bajos en 1572, Fernando Álvarez de Toledo prosigue en 1573 la captura de las ciudades rebeldes de las provincias de Holanda y Zelanda, recuperando las ciudades de Malinas y Haarlem donde tras su rendición se ejecutó a gran parte de los defensores. La política de terror emprendida por el duque de Alba —«son de opinión que no quede en Alchmaar ánima nascida que no se pase por el cuchillo»— llevó a la ciudad a resistir a la desesperada mediante la anegación de los campos circundantes tras cortar los diques que protegían la ciudad. Facilitaron la defensa las recientes fortificaciones siguiendo el estilo de la «traza italiana» rematadas con un foso cubierto de agua que hizo fracasar todos los asaltos lanzados contra sus muros. Finalmente, ante el adelanto de la llegada del invierno y el fracaso del intento de asaltar la ciudad por dos lados salvando el foso con pontones de asalto móviles, Don Fadrique decidió levantar el asedio y retirarse.
La decisión de poner asedio a Alkmaar pese a lo avanzado del año y el posterior fracaso al no poder tomar la ciudad fue uno de los mayores errores del duque de Alba, ya que la victoria rebelde reforzó la voluntad de resistencia de estos, y por otro lado el tiempo malgastado en el sitio de esta ciudad, poco importante por sí misma, impidió el avance de las tropas del rey al interior de las provincias de Holanda y Zelanda, corazón de la rebelión.